# 劉迎
劉 迎（りゅう げい、リュウ イン、1962年 -）は中華人民共和国出身の日本文学研究者。中華人民共和国江蘇省徐州市在住。

## 略歴
一九六二年、中国徐州市に生まれる。中国広州外国語学院東方語言系卒。岡山大学大学院文化科学研究科博士後期課程修了。博士（文学) 号取得。現在、中国江蘇師範大学外国語学院教授。坪田譲治文学研究会「善太三平の会」名誉会員。岡山大学文学部言語国語国文学会会員。中国外国文学学会日本文学研究会会員。中国江蘇省外国文学学会会員。日本近現代文学・児童文学を専攻。

## 著書
- 『世界児童文学事典』(共著、一九九二年)
- 『「正太」の誕生－坪田譲治文学の原風景をさぐる－』(二〇一四年)
- 『坪田譲治と日中戦争－一九三九年の中国戦地視察を中心に－』(二〇一六年)

## 訳書(中国語訳)
- 『世界名著中的小主人公』(鳥越信著、共訳、一九九三年)
- 『新美南吉童話』（一九九九年）
- 『坪田譲治童話』（二〇〇三年）

## 論文
- 「坪田譲治文学における〈戦争〉一～七」（二〇〇五年～二〇一四年）
- 「蘇山人句中における詠史の意味－蕪村受容を中心に－」( 二〇一一年)
- 「坪田譲治と陶淵明－小説『蟹と遊ぶ』論－」（二〇一五年）
- 「坪田譲治と戦争〈綴方〉－『銃後綴方集　父は戰に』に関する一考察－」( 二〇一五年)
- 「徐州戦〉は文学にこう書かれた－武田泰淳「審判」論－」（二〇一六年）
- 「北京での坪田譲治－戦時下における日本児童文学の一側面－」（二〇一六年）など多数。